# Sharife Cooper
Pour les articles homonymes, voir Cooper.
Sharife Omar Cooper, né le 11 juin 2001 à Newark dans le New Jersey, est un joueur américain de basket-ball évoluant au poste de meneur et mesurant 1,83 m.

## Biographie

### Carrière universitaire
Entre 2020 et 2021, il joue pour les Tigers d'Auburn.
Le 2 avril 2021, il annonce qu'il se présente à la draft NBA 2021.

### Carrière professionnelle

#### Hawks d'Atlanta (2021-2022)
En août 2021, il signe un contrat two-way en faveur des Hawks d'Atlanta pour la saison à venir.
À l'été 2022, les Hawks lui proposent un contrat two-way pour la saison 2022-2023 et Cooper l'accepte mais peu après les Hawks le licencient.

#### En Europe (depuis 2024)
En avril 2025, Sharife Cooper rejoint la JDA Dijon, club français de première division. Il vient pallier, jusqu'à la fin de la saison, l'absence sur blessure de David Holston.

## Statistiques

### Universitaires
Les statistiques de Sharife Cooper en matchs universitaires sont les suivantes :
| Saison    | Équipe   | Matchs | Titul. | Min./m | % Tir | % 3pts | % LF | Rbds/m. | Pass/m. | Int/m. | Ctr/m. | Pts/m. |
| --------- | -------- | ------ | ------ | ------ | ----- | ------ | ---- | ------- | ------- | ------ | ------ | ------ |
| 2020-2021 | Auburn   | 12     | 12     | 33,1   | 39,1  | 22,8   | 82,5 | 4,30    | 8,10    | 1,00   | 0,30   | 20,20  |
| Carrière  | Carrière | 12     | 12     | 33,1   | 39,1  | 22,8   | 82,5 | 4,30    | 8,10    | 1,00   | 0,30   | 20,20  |

## Distinctions personnelles
- SEC All-Freshman Team (2021)
- McDonald's All-American (2020)
- USA Today All-USA Player of the Year (2019)
- Mr. Georgia Basketball (2019)